# Eugeniusz Rychlewski
Eugeniusz Jan Rychlewski (ur. 7 września 1926 w Poznaniu, zm. 17 sierpnia 2019 tamże) – polski ekonomista, profesor nauk ekonomicznych, nauczyciel akademicki m.in. w SGH i PAN, prorektor Wyższej Szkoły Handlu i Finansów Międzynarodowych im. Fryderyka Skarbka w Warszawie. Redaktor Ekonomisty (w latach 1967-1980 i od 1990). Członek Polskiego Towarzystwa Ekonomicznego (od 1950). Profesor wizytujący (Visiting professor) m.in. University of Port Harcourt (1980-1983) i Portland State University (1989-1991). W 1995 promotor doktoratu honoris causa SGH laureata nagrody Nobla w dziedzinie ekonomii prof. Gary'ego Stanleya Beckera. Stryj prof. Jacka Rychlewskiego, dziadek stryjeczny dra Leszka Rychlewskiego.

## Życiorys
Urodził się 7 września 1926 w Poznaniu w rodzinie Walentego Rychlewskiego i Jadwigi. Od września 1940 do września 1942 pracował w Poznaniu jako robotnik przymusowy dla F.FAYERHORN-GODSCHMUEDE WERKST. Po wojnie podjął studia na Wydziale Prawno-Ekonomicznym Uniwersytetu Poznańskiego. Ukończył je w 1950 jako magister ekonomii. Rozpoczął pracę naukową na Akademii Ekonomicznej w Katowicach (1950–1955). Następnie pracował w Zakładzie Nauk Ekonomicznych PAN w Warszawie (1956–1973). W 1964 zdobył stopień naukowy doktora, a 1972 roku stopień doktora habilitowanego (oba przyznane przez Szkołę Główną Planowania i Statystyki w Warszawie). W latach 1975–1996 był wykładowcą w Szkole Głównej Handlowej w Warszawie. W 1986 otrzymał tytuł profesora nauk ekonomicznych. W 1990 roku powrócił do Instytutu Nauk Ekonomicznych PAN i pracował tam do 2003 roku. Od 1994 zatrudniony w Wyższej Szkole Handlu i Finansów Międzynarodowych im. Fryderyka Skarbka w Warszawie. Były członek Rady Głównej Szkolnictwa Wyższego.

## Promotor i recenzent
- promotor - Polityka opłat za mieszkania dr Krystyna Mościbrodzka
- recenzent - Długookresowe trendy w zmianie struktury cen detalicznych w Polsce, 1944-1984 dr Tomasz Mickiewicz

## Publikacje
Autor ponad 160 publikacji (również w językach obcych). Wybrane publikacje:
- Konkurencja ropy i węgla, PWN, Warszawa 1966 (nagroda PAN w dziedzinie ekonomii za rok 1966)
- Popyt budowlany, PWE, Warszawa 1973[7]
- Rezultaty systemu ekonomicznego PRL, Ekonomista 1995 nr 1
- Eugeniusz Rychlewski, A.I. Ross, The Investment System of a Socialist Economy, „Eastern European Economics”, 12 (1), 1973, s. 3-44, JSTOR: 4379461.

## Aktywność polityczna
W 2007 podpisał List otwarty do prezydenta w sprawie dekomunizacji oraz List otwarty do Ojca Generała Redemptorystów Ojca Josepha TOBINA. Został sygnatariuszem Listu otwartego do Premiera RP Kazimierza Marcinkiewicza w sprawie 60-tej rocznicy zbrodni kieleckiej. W 2012 roku podpisał Oświadczenie w sprawie wyroku na Antoniego Macierewicza.